# ميل واتكينز
ميل واتكينز هو عالم سياسة وأستاذ جامعي واقتصادي كندي، ولد في 15 مايو 1932.